# Городецьке сільське поселення (Кічменгсько-Городецький район)
Городе́цьке сільське поселення (рос. Городецкое сельское поселение) — сільське поселення у складі Кічменгсько-Городецького району Вологодської області Росії.
Адміністративний центр — село Кічменгський Городок.

## Населення
Населення сільського поселення становить 9588 осіб (2019; 10736 у 2010, 11989 у 2002).

## Історія
Станом на 2002 рік існували Городецька сільська рада (село Кічменгський Городок, присілки Ананино, Крохалево), Ємельяновська сільська рада (присілки Велике Хавіно, Долматово, Ємельянов Дор, Коркин Дор, Лисицино, Малиновка, Савино, Шатенево, Шилово, починок Заболотний), Захаровська сільська рада (село Кічменьга, присілки Берсенево, Бяково, Верхня Лукина Гора, Глібово, Григорово, Жевніно, Захарово, Клепиково, Коряково, Куфтіно, Мисликово, Некипілово, Нижня Лукина Гора, Токарево, Холка, селище Гаражі), Сараєвська сільська рада (село Сараєво, присілки Артем'євська, Бакланово, Баклановська Мельниця, Брод, Верхньосавинська, Воронинська, Глібово, Ісади, Климово, Наволок, Новоселово, Овсянниково, Павлово, Петряніно, Привольна, Прилук, Розсоулінська, Сивцево, Спіровська, Тафтінський Наволок, Якшинська, селище Бакланово), Трофимовська сільська рада (село Світиця, присілки Гора, Заверкіно, Заріч'є, Казаріно, Кряж, Обакіно, Омут, Петраково, Подол, Селіваново, Сірино, селища Мостовиця, Сармас, починок Хохлово), Шонзька сільська рада (село Шонга, присілки Барболіно, Березова Гора, Берликово, Брюхавиця, Волково, Воронино, Голузіно, Гріденська, Даниловська, Заберезник, Заверкіно, Загар'є, Конищево, Котельново, Ласкино, Маслово, Матасово, Олюшино, Онохово, Падеріно, Подол, Рябево, Самилово, Слуда, Ташеріха, Тереховиця, Угол, Чорна, Шелигіно, Юшково), присілки Замостовиця, Княжигора, Подол, Раменьє, Решетниково, Торопово, Ушаково перебували у складі Кічменгської сільської ради. Пізніше присілки Березова Гора, Голузіно, Гріденська, Подол, Чорна, Юшково Шонзького сільського поселення були передані до складу Кічмензького сільського поселення.
1 квітня 2013 року ліквідовано Трофимовське сільське поселення (колишня Трофимовська сільрада), Сараєвське сільське поселення (колишня Сараєвська сільрада), Захаровське сільське поселення (колишня Захаровська сільрада) та Шонзьке сільське поселення (колишні Ємельяновська та Шонзька сільради), їхні території увійшли до складу Городецького сільського поселення (колишня Городецька сільрада).

## Склад
До складу сільського поселення входять:
| Населений пункт                 | Населення, осіб (2002) | Населення, осіб (2010) |
| ------------------------------- | ---------------------- | ---------------------- |
| Ананино, присілок               | 457                    | 406                    |
| Артем'євська, присілок          | 21                     | 5                      |
| Бакланово, присілок             | 0                      | 7                      |
| Бакланово, селище               | 59                     | 15                     |
| Баклановська Мельниця, присілок | 4                      | 0                      |
| Барболіно, присілок             | 35                     | 26                     |
| Берліково, присілок             | 13                     | 9                      |
| Берсенево, присілок             | 76                     | 42                     |
| Брод, присілок                  | 34                     | 22                     |
| Брюхавиця, присілок             | 5                      | 7                      |
| Бяково, присілок                | 41                     | 40                     |
| Велике Хавіно, присілок         | 37                     | 18                     |
| Верхньосавинська, присілок      | 40                     | 28                     |
| Верхня Лукина Гора, присілок    | 17                     | 6                      |
| Волково, присілок               | 16                     | 13                     |
| Воронино, присілок              | 21                     | 14                     |
| Воронинська, присілок           | 28                     | 3                      |
| Гаражі, селище                  | 249                    | 139                    |
| Глібово, присілок               | 10                     | 3                      |
| Глібово, присілок               | 24                     | 11                     |
| Гора, присілок                  | 2                      | 3                      |
| Григорово, присілок             | 11                     | 4                      |
| Даниловська, присілок           | 5                      | 3                      |
| Долматово, присілок             | 20                     | 18                     |
| Ємельянов Дор, присілок         | 92                     | 55                     |
| Жевніно, присілок               | 4                      | 0                      |
| Заберезник, присілок            | 31                     | 13                     |
| Заболотний, починок             | 12                     | 7                      |
| Завіркино, присілок             | 7                      | 4                      |
| Завіркино, присілок             | 14                     | 15                     |
| Загар'є, присілок               | 59                     | 46                     |
| Замостовиця, присілок           | 60                     | 83                     |
| Заріч'є, присілок               | 32                     | 14                     |
| Захарово, присілок              | 28                     | 20                     |
| Ісади, присілок                 | 36                     | 31                     |
| Казаріно, присілок              | 37                     | 41                     |
| Кічменгський Городок, село      | 6754                   | 6443                   |
| Кічменьга, село                 | 250                    | 193                    |
| Клепиково, присілок             | 52                     | 36                     |
| Климово, присілок               | 14                     | 5                      |
| Княжигора, присілок             | 205                    | 236                    |
| Конищево, присілок              | 7                      | 3                      |
| Коркин Дор, присілок            | 14                     | 8                      |
| Коряково, присілок              | 0                      | 0                      |
| Котельново, присілок            | 17                     | 11                     |
| Крохалево, присілок             | 70                     | 72                     |
| Кряж, присілок                  | 21                     | 15                     |
| Куфтіно, присілок               | 33                     | 24                     |
| Ласкино, присілок               | 19                     | 19                     |
| Лисицино, присілок              | 14                     | 3                      |
| Малиновка, присілок             | 10                     | 5                      |
| Маслово, присілок               | 20                     | 33                     |
| Матасово, присілок              | 6                      | 0                      |
| Мисликово, присілок             | 1                      | 1                      |
| Мостовиця, селище               | 0                      | 0                      |
| Наволок, присілок               | 73                     | 45                     |
| Некипілово, присілок            | 29                     | 18                     |
| Нижня Лукина Гора, присілок     | 12                     | 1                      |
| Новоселово, присілок            | 41                     | 19                     |
| Обакіно, присілок               | 49                     | 34                     |
| Овсянниково, присілок           | 92                     | 67                     |
| Олюшино, присілок               | 4                      | 0                      |
| Омут, присілок                  | 38                     | 27                     |
| Онохово, присілок               | 0                      | 0                      |
| Павлово, присілок               | 145                    | 99                     |
| Падеріно, присілок              | 104                    | 69                     |
| Петраково, присілок             | 40                     | 34                     |
| Петряніно, присілок             | 38                     | 23                     |
| Подол, присілок                 | 102                    | 76                     |
| Подол, присілок                 | 23                     | 26                     |
| Привольна, присілок             | 13                     | 9                      |
| Прилук, присілок                | 73                     | 65                     |
| Раменьє, присілок               | 77                     | 84                     |
| Решетниково, присілок           | 119                    | 199                    |
| Россоулінська, присілок         | 40                     | 34                     |
| Рябево, присілок                | 22                     | 8                      |
| Савино, присілок                | 49                     | 39                     |
| Самилово, присілок              | 1                      | 0                      |
| Сараєво, село                   | 82                     | 69                     |
| Сармас, селище                  | 104                    | 8                      |
| Світиця, село                   | 44                     | 36                     |
| Селіваново, присілок            | 27                     | 22                     |
| Сивцево, присілок               | 9                      | 3                      |
| Сірино, присілок                | 77                     | 75                     |
| Слуда, присілок                 | 0                      | 0                      |
| Спіровська, присілок            | 21                     | 6                      |
| Тафтінський Наволок, присілок   | 51                     | 43                     |
| Ташеріха, присілок              | 1                      | 2                      |
| Тереховиця, присілок            | 0                      | 0                      |
| Токарево, присілок              | 68                     | 54                     |
| Торопово, присілок              | 136                    | 207                    |
| Угол, присілок                  | 0                      | 0                      |
| Ушаково, присілок               | 142                    | 182                    |
| Холка, присілок                 | 20                     | 12                     |
| Хохлово, починок                | 0                      | 0                      |
| Шатенево, присілок              | 243                    | 203                    |
| Шелигіно, присілок              | 44                     | 22                     |
| Шилово, присілок                | 38                     | 35                     |
| Шонга, село                     | 492                    | 453                    |
| Якшинська, присілок             | 62                     | 50                     |